# Karolina Andrejewna Sewastjanowa
Karolina Andrejewna Sewastjanowa (russisch Каролина Андреевна Севастьянова; * 25. April 1995 in Kiew) ist eine russische Rhythmische Sportgymnastin und Olympiasiegerin.
Sewastjanowa wurde in Kiew geboren, als sich ihre Eltern auf einer Dienstreise befanden. Bereits einen Monat nach ihrer Geburt zog die Familie zusammen mit der kleinen Karolina zurück nach Moskau.
Sewastjanowa gewann mit 15 Jahren die Goldmedaille bei den Olympischen Jugend-Sommerspielen 2010 in Singapur.
Bei den Olympischen Spielen 2012 in London gewann Sewastjanowa mit Anastassija Blisnjuk, Uljana Donskowa, Xenija Dudkina, Alina Makarenko und Anastassija Nasarenko die Goldmedaille im Mannschaftswettbewerb.
Bei den Europameisterschaften 2012 in Nischni Nowgorod gewann sie zusammen mit Anastassija Blisnjuk, Uljana Donskowa, Xenija Dudkina, Olga Iljina und Alina Makarenko die Goldmedaille.
Mit 17 Jahren beendete Sewastjanowa ihre sportliche Karriere und begann ein Sport-Studium an der Lesgaft-Universität in Sankt Petersburg und ein Journalistik-Studium in Moskau.
2014 war sie mit dem russischen Eishockeyspieler Alexander Owetschkin liiert. Im Februar 2015 war sie auf dem Cover von der russischen Ausgabe der Zeitschrift Maxim.

## Auszeichnungen
- 2012:  Verdienter Meister des Sports Russlands[9][10]
- 2012:  Orden der Freundschaft[9][11]